# Neuseeländische Badmintonmeisterschaft 1969
Die Neuseeländische Badmintonmeisterschaft 1969 fand vom 26. bis zum 30. August 1969 in Auckland statt.

## Finalresultate
| Disziplin    | Sieger                           | Finalist                    | Ergebnis          |
| ------------ | -------------------------------- | --------------------------- | ----------------- |
| Herreneinzel | Richard Purser                   | John Compton                | 15-8, 15-3        |
| Dameneinzel  | Robin Glenie                     | Gilda Tompkins              | 12-11, 11-4       |
| Herrendoppel | Richard Purser Bryan Purser      | M. H. Stossel John Compton  | 15-1, 15-11       |
| Damendoppel  | Gaynor Weatherley Gilda Tompkins | Val Gow Heather Robson      | 15-9, 10-15, 15-9 |
| Mixed        | Richard Purser Val Gow           | Warren Johns Heather Robson | 15-5, 15-4        |